# Saská zemská a univerzitní knihovna v Drážďanech
Saská zemská a univerzitní knihovna v Drážďanech (německy Sächsische Landesbibliothek – Staats- und Universitätsbibliothek Dresden; zkráceně SLUB Dresden) vznikla v roce 1996 sloučením Knihovny Technické univerzity a Saské zemské knihovny (SLB). Základem jejích knižních fondů je Kurfiřtská knižní sbírka z 16. století. Jedná se o jednu z nejstarších knihoven v Německu, která je jakožto zemská knihovna přístupná veřejnosti od roku 1788. Současný název má vyjadřovat, že jde jak o zemskou či státní knihovnu Svobodného státu Sasko, tak o knihovnu Technické univerzity v Drážďanech. SLUB se v roce 2002 přestěhovala do nové větší budovy od architektonické kanceláře O&O Baukunst v ulici Zellescher Weg, v níž byly shromážděny všechny hlavní knižní fondy. S více než 17 miliony médií je jednou z největších německých knihoven, jež je jako instituce sestavující zemskou bibliografii oprávněna shromažďovat povinné výtisky veškeré literatury publikované v Sasku. SLUB ročně navštíví 2,3 milionu čtenářů.

## Historie

### Historie Saské zemské knihovny

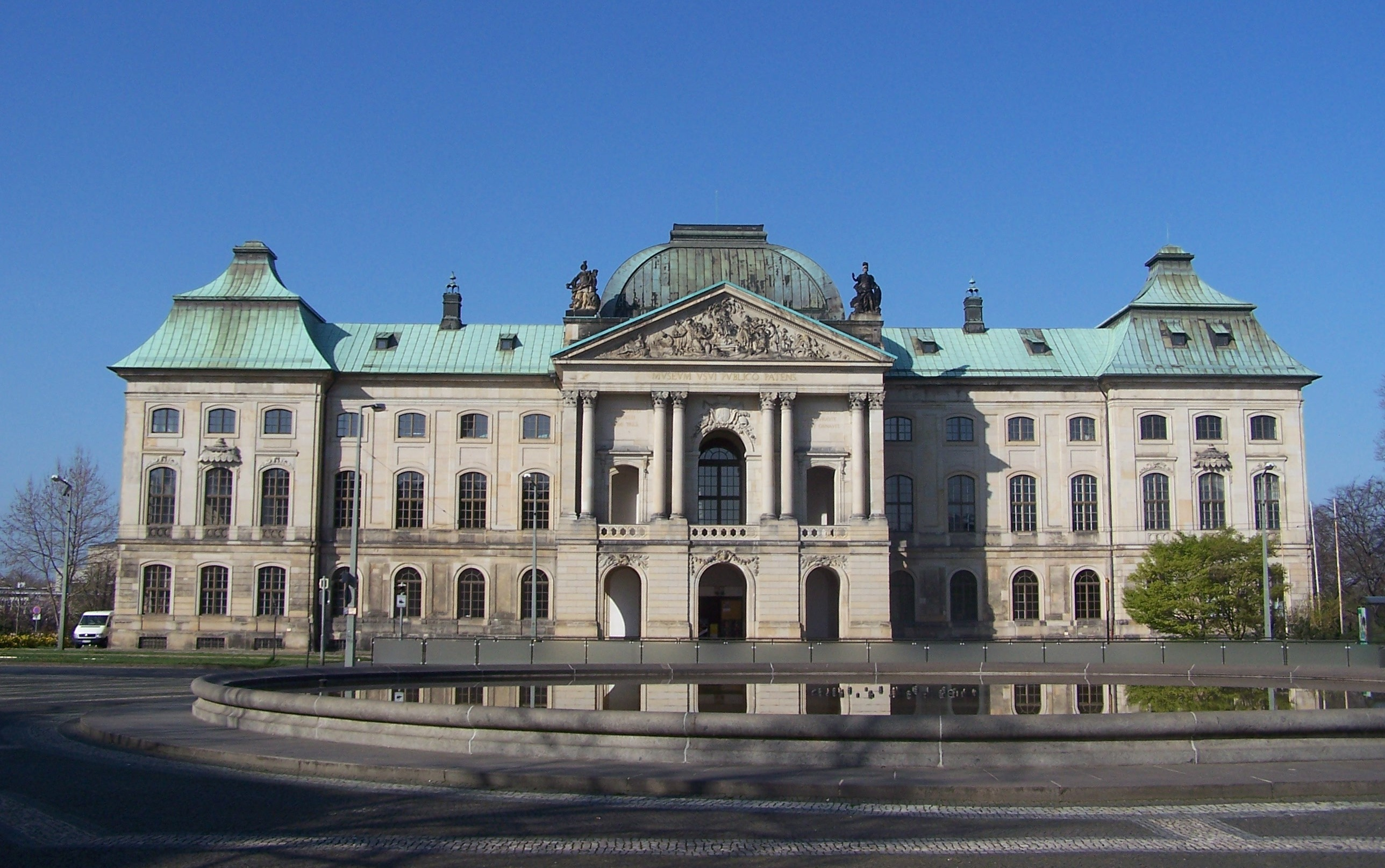
Japonský palác

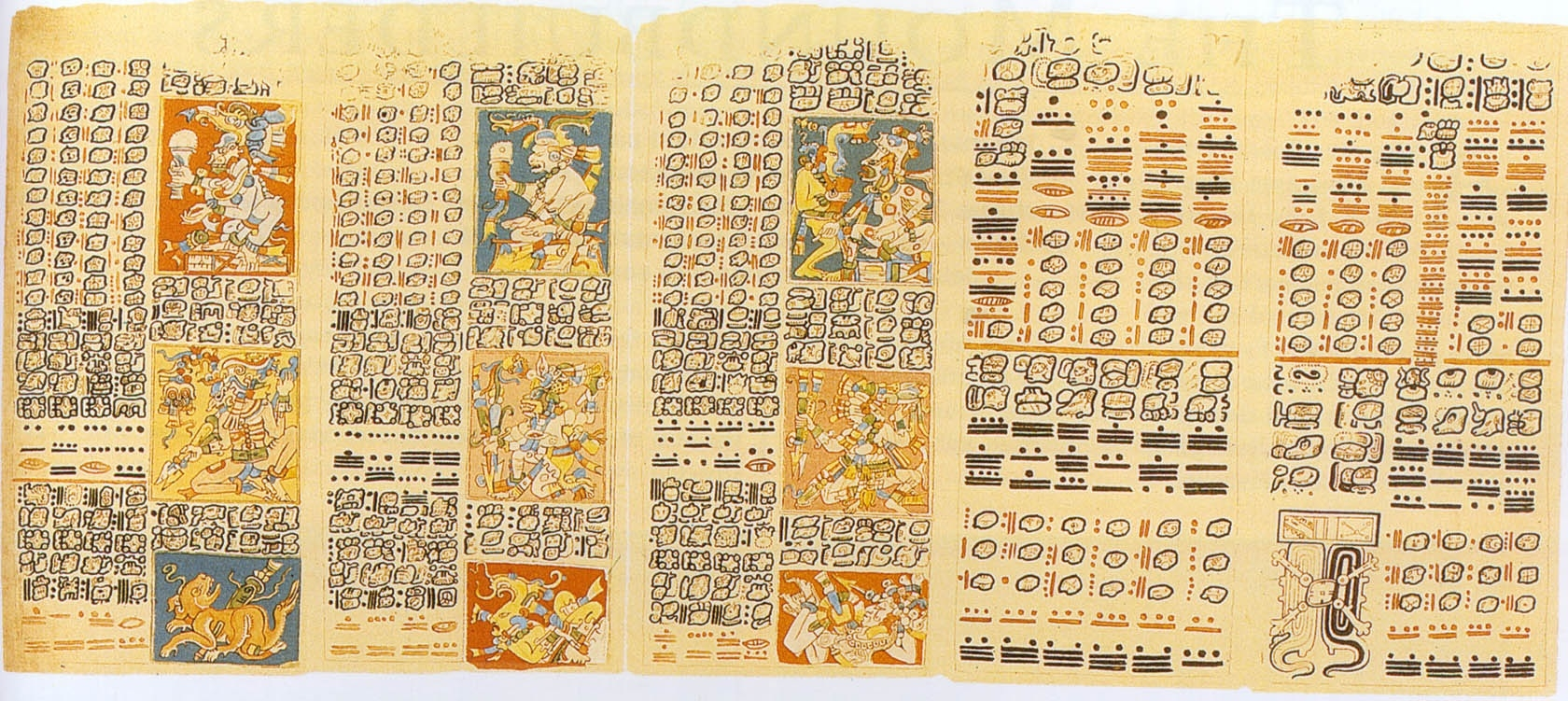
Detail Drážďanského kodexu, který se ve vlastnictví knihovny nachází od roku 1739 a který byl roku 1853 identifikován jako mayský rukopis.

Saská zemská knihovna byla založena v roce 1556 kurfiřtem Augustem Saským jako jedna z nejstarších knihoven v Německu. Tato stará dvorní knihovna je sbírkou vzácných starých rukopisů a tisků obsahujících důležité informace o dějinách saského státu. Knižní sbírka, která byla původně umístěna v drážďanském Rezidenčním zámku byla již v roce 1574 přesunuta na zámek v Annaburgu. Během stěhování byl vytvořen první oborový katalog, jenž obsahoval 2736 textů v 1674 svazcích. Po svém nástupu do úřadu kurfiřta nechal Kristián I. Saský knihovnu opět přestěhovat zpátky do Rezidenčního zámku. Fond byl rozšířen o knižní sbírku durynských hrabat z Werthernu, která zahrnovala 3312 položek.
V 17. století byli za vedení knihovny zodpovědní vrchní dvorní kazatelé, mezi nimi mimo jiné Polykarp Leyser starší (vedení 1593–1610), Paul Jenisch (1610–1612), Matthias Hoë von Hoënegg (1613–1645), Jakob Weller (1645–1664) a Martin Geier (1664–1680). Od roku 1640 o knihovnu pečovali spisovatelé a básníci, např. Christian Brehme a barokní básník David Schimer. Na konci 17. století měla sbírka přibližně 7000 svazků. Od roku 1680 vedení přešlo z duchovních do světských rukou a zastávali je různé osoby, které patřily k šlechtické elitě u saského svora, např. Friedrich I. Vitzthum von Eckstädt (1714–1726) a Heinrich Friedrich von Friesen (1727–1733). V roce 1738 převzal vedení knihovny sám první ministr Heinrich von Brühl (od roku 1763). V 18. století fond knihovny neustále narůstal. V roce 1718 se inventář rozšířil téměř o 1000 knih z pozůstalosti vévody Mořice Viléma Sasko-Zeitského, včetně osmibokého rukopisu Koránu z roku 1184 a jednoho exempláře Mohučské Bible z roku 1462 vytištěné Petrem Schöfferem. Z pozůstalosti Johanna von Bessera se do vlastnictví knihovny dostalo asi 18 000 svazků. Z Rezidenčního zámku byla roku 1728 knihovna přestěhována do Zwingeru. V roce 1739 získala knihovna Codex Dresdensis, který byl v 19. století rozpoznán jako mayský rukopis. Dnes je jedním z nejcennějších exemplářů fondu, neboť na celém světě se do současnosti dochovaly jen tři další mayské rukopisy.
Když byly roku 1786 zakoupeny sbírky hraběte Brühla a hraběte Brünau (o něž předtím na zámku Nöthnitz pečoval Johann Joachim Winckelmann), přeplnila knihovna pavilon Zwingeru a musela se přesunout do Japonského paláce na drážďanském Neustadtu, kde zůstala až do roku 1945. V roce 1788 byla knihovna pod názvem Bibliotheca Electoralis Publica otevřena pro veřejnost. Veřejná prezentace jejích knižních sbírek se konala asi o padesát let později v Grünes Gewölbe. Když v roce 1806 vzniklo Saské království, dostala jméno Královská veřejná knihovna. Od roku 1825 instituci vedl knihovník a bibliograf Friedrich Adolf Ebert. Na konci 19. století k fondům přibyly kartografické a hudební sbírky. V důsledku vzniku Svobodného státu Sasko byl zaveden název Saská zemská knihovna. Muzeum knih bylo otevřeno v roce 1935 poté, co byl Japonský palác ještě jednou modernizován.
V roce 1945 byla Saská zemská knihovna zasažena a poničena při bombardování Drážďan. Také v důsledku válečné kořisti Sovětského svazu se fond zmenšil na polovinu. Po válce byla knihovna přesunuta do městské části Albertstadt a od roku 1949 byla opět přístupná. V roce 1966 byl fond sloučen s rozsáhlou sbírkou stenotypií Stenografického institutu. Roku 1983 byla do knihovny začleněna sbírka Deutsche Fotothek.

### Historie Knihovny Technické univerzity vDrážďanech

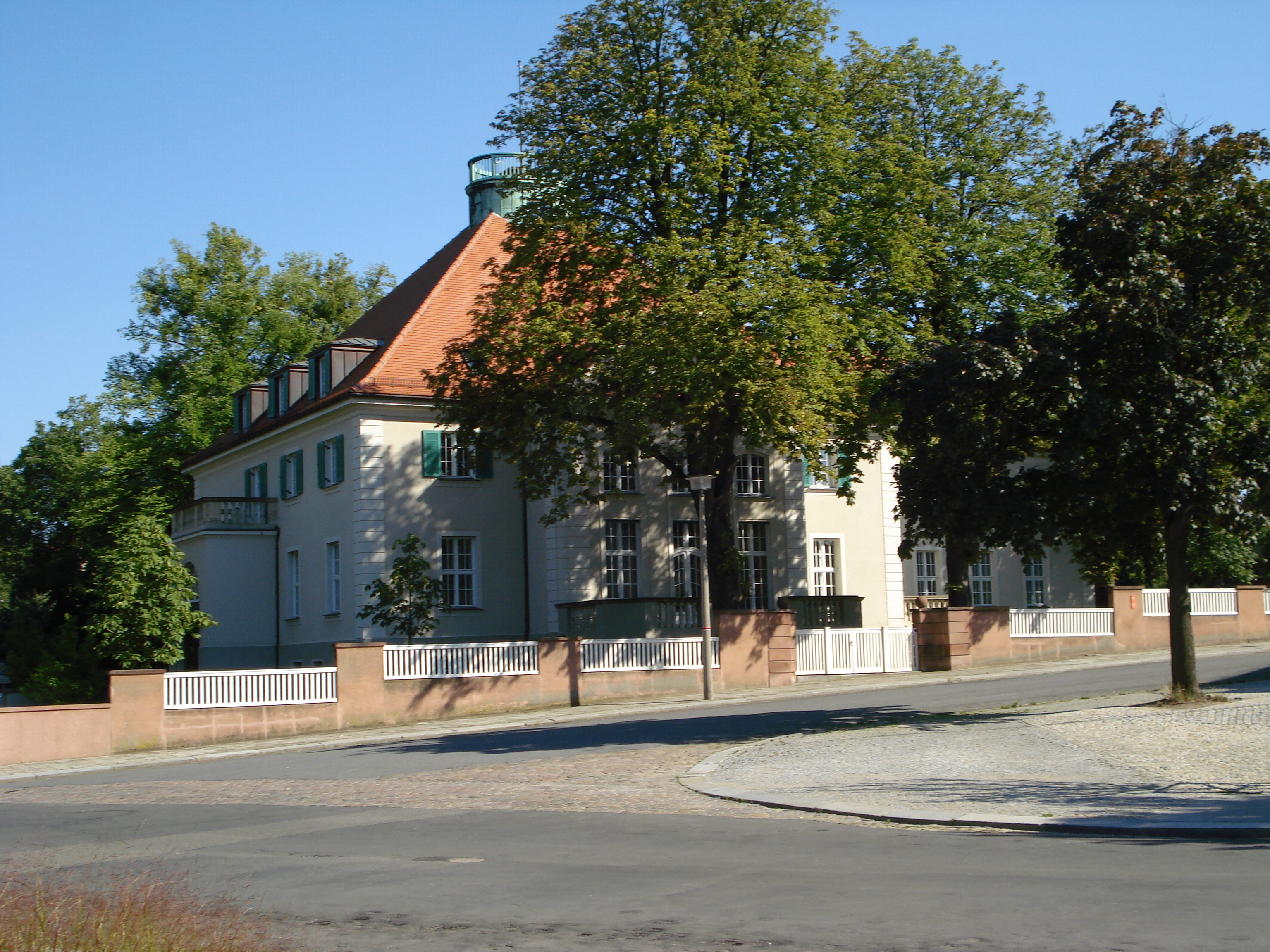
Budova rektorátu TU, která do roku 1995 sloužila jako hlavní sídlo Univerzitní knihovny.

Univerzitní knihovna byla založena v roce 1828 jako Knihovna Královského saského vzdělávacího institutu. V letech 1851–1890 se instituce nazývala Královská saská polytechnická škola. Roku 1872 byla knihovna přemístěna do blízkosti dnešního Hlavního nádraží. V roce 1890 její fond přešel pod dnešní Technickou univerzitu v Drážďanech, čímž vznikla univerzitní knihovna podle současných standardů.
V roce 1945 byla poničena také univerzitní knihovna a její fond byl silně redukován. Tehdy byla přesunuta do vily v současném kampusu univerzity, kde se nyní nachází rektorát. Pod vedením Helene Benndorfové byl vytvořen nový centrální katalog a znovu bylo otevřeno oddělení patentových publikací. Roku 1961 byl pro vysokou školu zaveden název Technická univerzita, což se odrazilo také v novém názvu knihovny. Od roku 1977 byl centralizován systém výpůjček z jednotlivých dílčích knihoven. Po roce 1990 získala TU v plném rozsahu statut univerzity a knihovna byla doplněna o fondy z oboru ekonomie a práva. Roku 1992 byla TU sloučena s Vysokou školou dopravy a převzala rovněž její knihovnu. Také v roce 1993 přibyly další fondy, tentokrát z výzkumných a výukových zařízení zrušené Lékařské akademie v Drážďanech. V roce 1997 se Pobočková knihovna pro pedagogické vědy přestěhovala na August-Bebel-Straße. Následujícího roku byla otevřena oborová knihovna Dre.Punct, do níž bylo začleněno několik fakultních knihoven.
Po sloučení se Saskou zemskou knihovnou byla roku 1999 zahájena výstavba nové centrální budovy v kampusu TU. Dne 1. srpna 2002 byla čtenářům otevřena Saská zemská a univerzitní knihovna v Drážďanech. Její oficiální uvedení do provozu proběhlo 14. ledna 2003. Nová budova disponuje prostorným čtenářským sálem a čtenářskými kabinami.

## Centrální budova

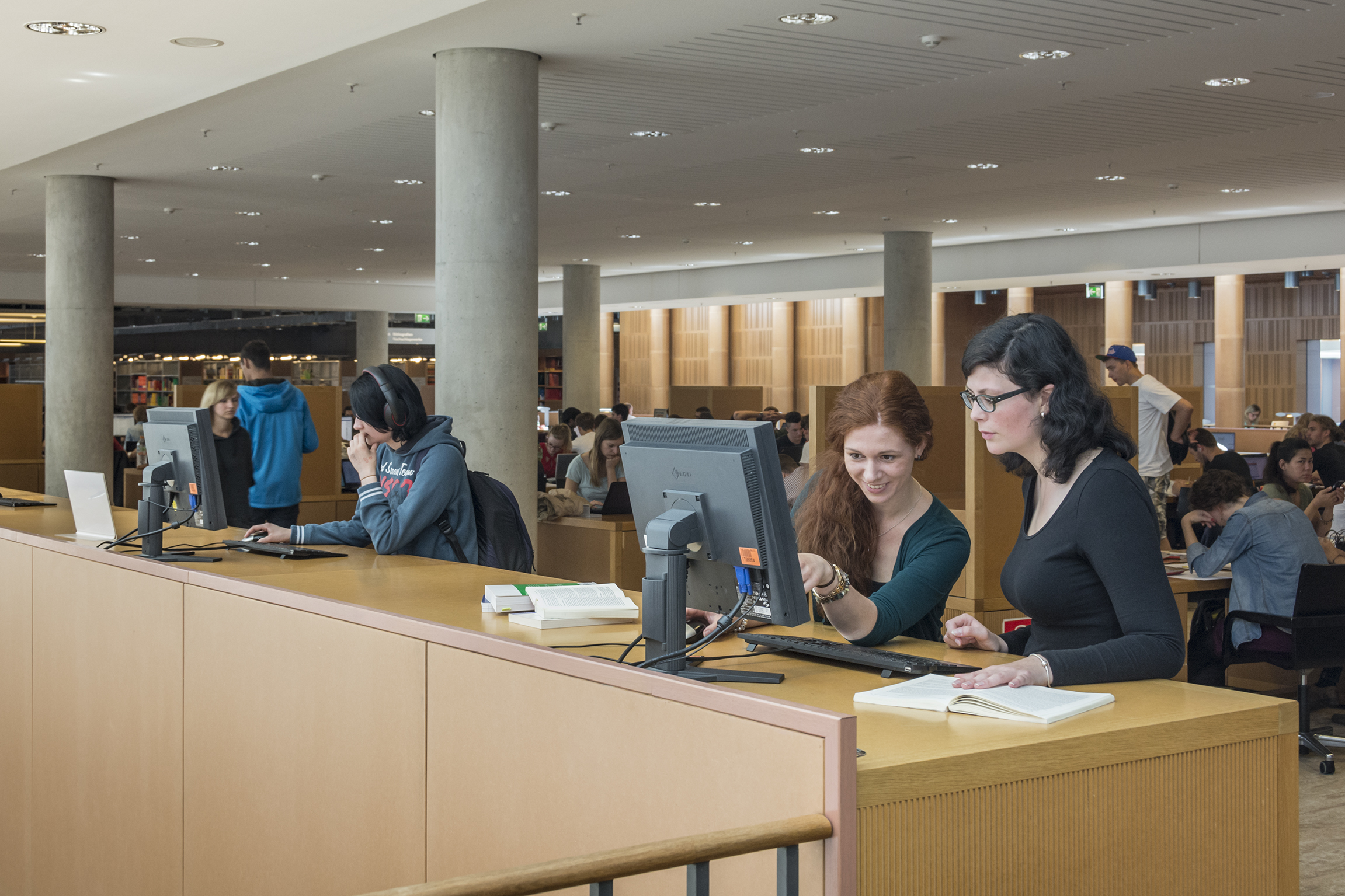
Fórum v centrální budově

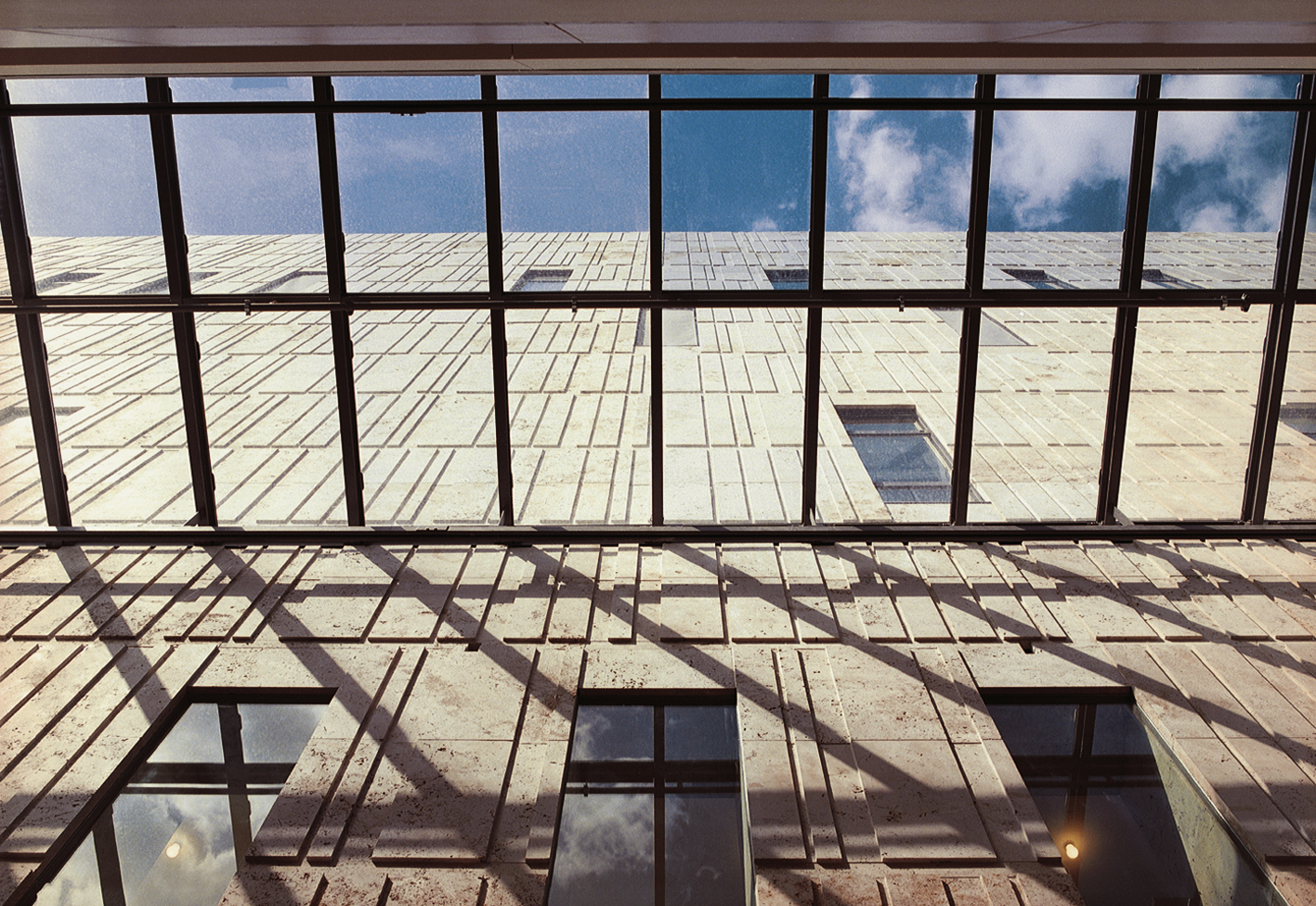
Detail centrální budovy

Centrální budova SLUB byla postavena v letech 1999–2002 podle návrhu architektonické kanceláře O & O Baukunst. Budova nabízí na více než 40 000 m² celkem 1000 uživatelských míst, z nichž 200 ve velkém sálu, dále v četných dílčích fondech a sbírkách. Tato budova nahradila četná sídla po celém městě (Albertstadt, Kostel sv. Martina a pobočky na jednotlivých fakultách). Stavební náklady se pohybovaly kolem 90 milionů €.

### Klempererův sál
V severní části budovy se v prvním patře nachází přednáškový sál, který byl otevřen v roce 2002. Jeho použití se později kromě přednášek rozšířilo o koncerty, filmová představení, čtení a taneční akce. Obzvláště od roku 2008 zde byly prováděny koncerty instrumentální hudby ze sbírky, která pod označením Schranck No: II vznikla při Katedrále Nejsvětější Trojice (Hofkirche). V roce 2018 byl sál pojmenován po osobnostech z rodiny Klempererů, jako byl romanista Viktor Klemperer, drážďanský bankéř Victor Klemperer von Klemenau a jeho otec Gustav Klemperer (1852–1926), ředitel Dresdner Bank a čestný senátor TU. Před Klempererovým sálem stojí mramorová busta Johanna Wolfganga Goetha, což je dar francouzského sochaře a medailéra Pierra Jeana Davida d'Angerse věnovaný roku 1831 tehdejší Královské veřejné knihovně. V roce 2021 byla získána mramorová busta Bernharda von Lindenau (1779–1854), jenž byl ředitelem knihovny v letech 1829–1843. Také tato busta přečkala zničení Japonského paláce a bude spolu s dalšími dvěma bustami (Ludwig Tieck a Carl Gustav Carus), jejichž autorem je rovněž d'Angers, instalována ve veřejně přístupné části budovy.

## Další pracoviště

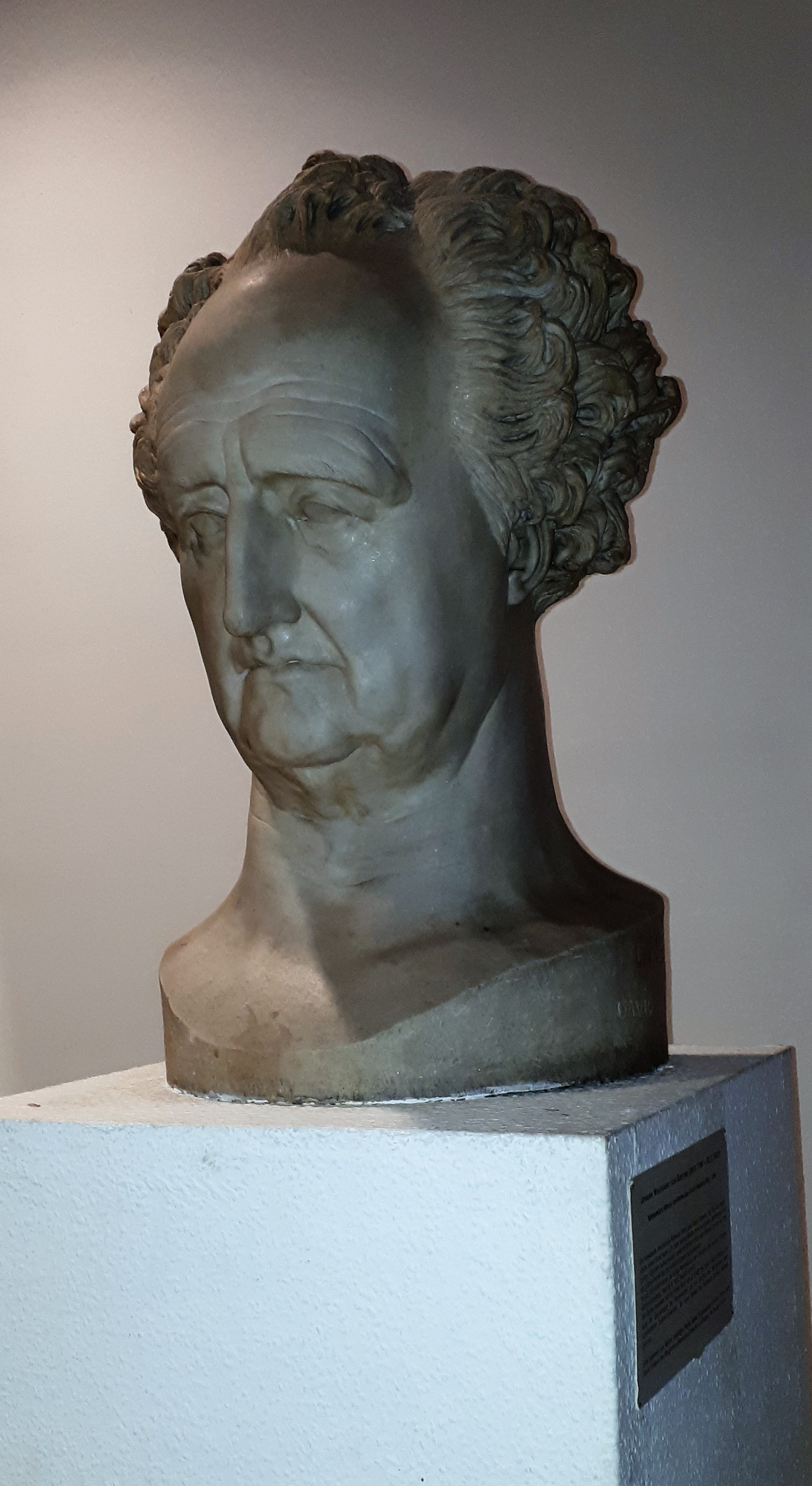
Mramorová busta Johanna Wolfganga Goetha od Pierra Jeana Davida d'Angerse

Kromě centrální budovy má knihovna, rovněž v ulici Zellescher Weg, pět dalších pracovišť. Knihovna DrePunct se nachází naproti hlavní budově a jsou v ní shromážděny oborové knihovny TU pro stavebnictví, elektrotechniku, geovědy, informatiku, strojírenství, ekonomiku, dopravní vědy a zdejší Fab lab. Fakulty pedagogických věd (August-Bebel-Straße), lékařství (Fiedlerstraße), práva (Bergstraße) a lesnictví (Tharandt) využívají vlastní nezávislé pobočky SLUB. 

## Fondy

### Rukopisy a staré tisky

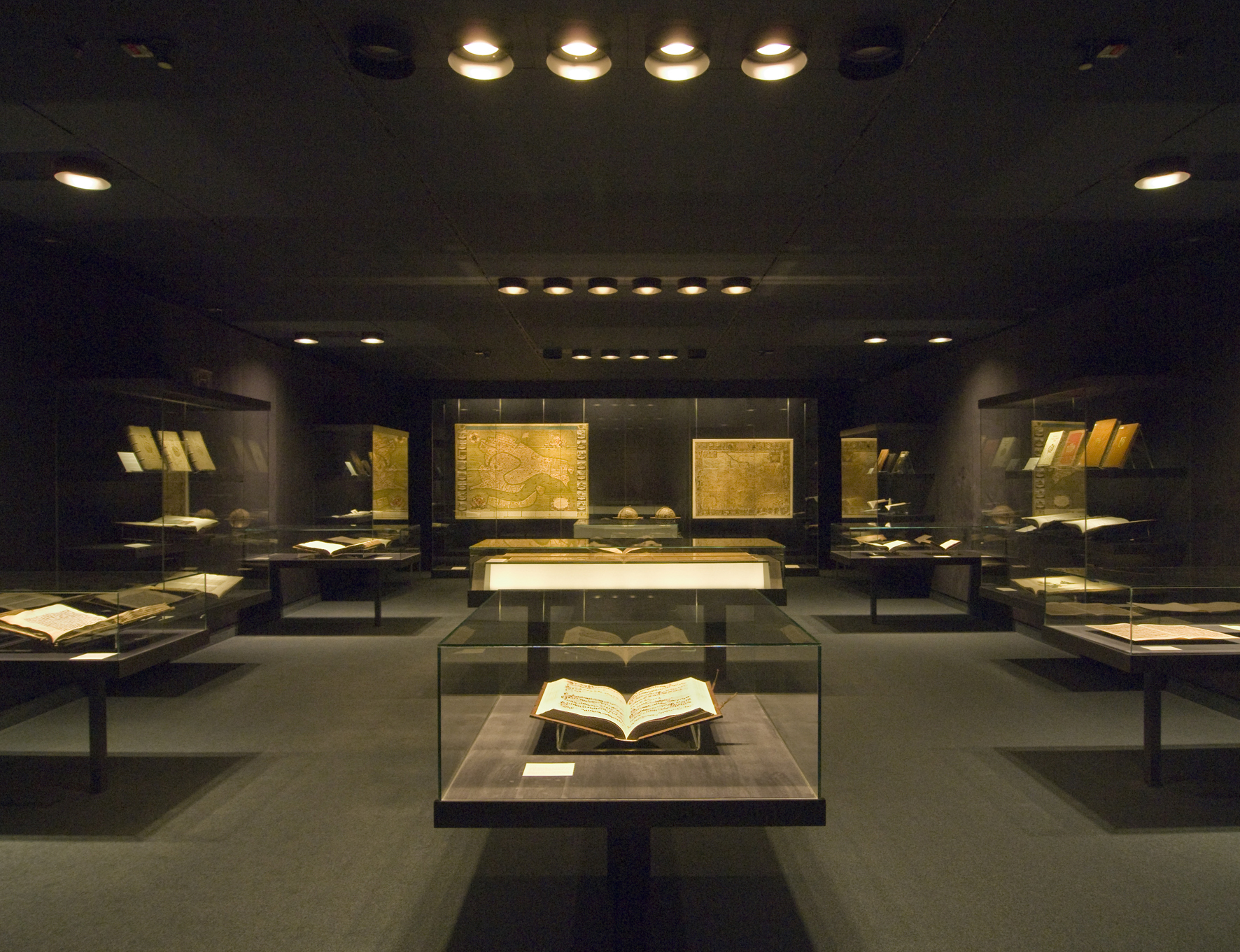
Schatzkammer

Vzácné rukopisy a staré tisky tvoří speciální sbírku, z části přístupnou v tzv. Schatzkammer, která obsahuje mayský rukopis, tzv. Codex Dresdensis, který Sasko získalo roku 1739 a jenž je datován přibližně do roku 1200. Další tři zbývající mayské rukopisy se nacházejí v Paříži, Madridu a v Mexiku. Tento kodex je kandidátem na zařazení do seznamu Světového dědictví UNESCO. Restaurovaný a bohatě iluminovaný právní spis Saské zrcadlo je vystavován vždy na šest týdnů v roce. V rámci Bibliotheca Corviniana byla roku 2005 zařazena drážďanská corviniana do seznamu Světového dědictví UNESCO.   

### Saxonica
Saxonica byla v kurfiřtské knihovně systematicky shromažďována od konce 18. století, kdy instituci vedl Johann Christoph Adelung. Zatímco sbírka byla zprvu zaměřena na literaturu k saským dějinám, v 19. století se pojem „saxonicum“ rozšířil i na další vědní oblasti zahrnující také saskou přírodu, etnografii, geografii, starožitnosti a jazykovědný výzkum. Dnes pojem „saxonicum“ zahrnuje všechny německojazyčné i cizojazyčné publikace, které se obsahově týkají Saska a jeho regionů včetně přírodních věd, kultury, správy a osobností. Saxonica se v Saské bibliografii uvádějí od počátku 20. století. Zakladatelem této regionální bibliografie byl Rudolf Bemmann, následovaný Jakobem Jatzwaukem. S výjimkou rukopisů a fotografií jsou všechny publikace tohoto obsahového zaměření uvedeny v rámci Sächsische Bibliographie Online. Digitalizace předchozího tištěného formátu této bibliografie byla ukončena roku 1991. Shromažďování a archivace literatury, obrazových a zvukových nosičů o Sasku a sestavování Saské bibliografie je jedním z úkolů Saské zemské a univerzitní knihovny (§ 2 SLUBG).

### Mapové sbírky

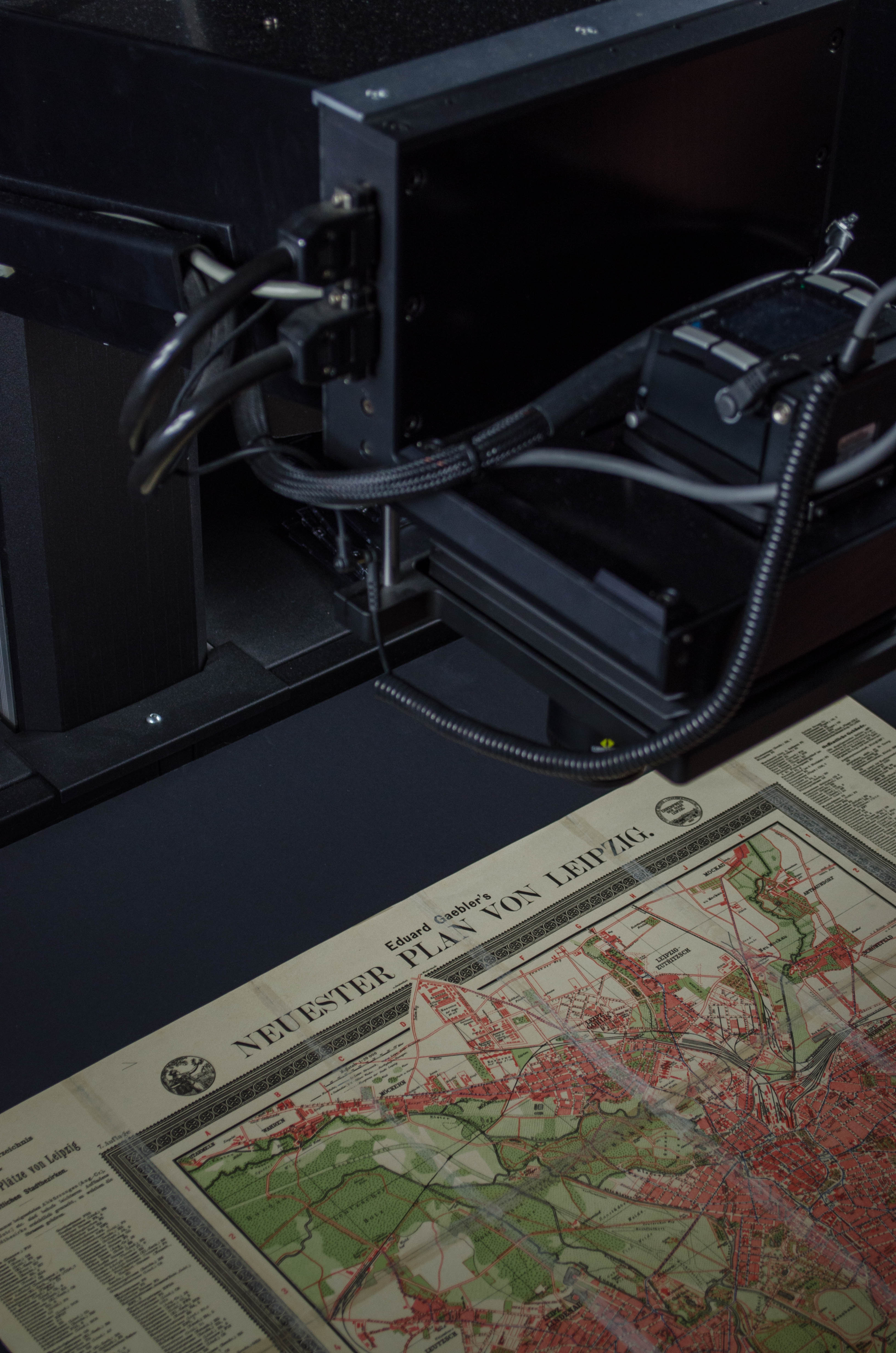
Digitalizace historických map pro Kartenforum 2.0

Sbírka map obsahuje mapové listy se zaměřením na saskou kartografii, ale také historické mapy Německa a Evropy. Celkem zahrnuje kolem 138 000 jednotlivých mapových listů, z nichž 19 650 bylo vytvořeno do roku 1800 a 41 600 v letech 1801–1945 a rovněž některé mapy, jež vznikly až po roce 1945. Tyto mapové sbírky slouží jako vědecký pramen nejen pro dějiny Saska, ale také k dějinám jednotlivých míst, hradů a zámků stejně jako k vývoji celé oblasti, krajiny a dopravy. Asi 11 000 mapových listů se stále nachází na území Ruské federace. SLUB a Deutsche Fototek spravují informační portál Kartenforum der SLUB Dresden, který financuje organizace Deutsche Forschungsgemeinschaft (DFG). Tento portál zpřístupňuje přibližně 20 000 nejdůležitějších digitalizovaných kartografických dokumentů ve vysokém rozlišení. Jedná se zejména o mapy k dějinám Saska a jeho regionů.

### Hudebniny
Sbírky hudebního oddělení obsahují několik set tisíc svazků. Fond je rozdělen na Staré a Nové tisky, přičemž Staré tisky zahrnují dokumenty, které vznikly před rokem 1850. Oddělení je úzce propojeno s mediální knihovnou, v níž jsou zpřístupňovány hudební nahrávky, fototéka a rukopisné dokumenty včetně dochované korespondence hudebníků. Hudební oddělení založil roku 1816 Friedrich Adolf Ebert sloučením dříve oddělených fondů Musica theoretica a Musica practica. Před rokem 1934 byl fond doplněn soukromou královskou sbírkou nebo např. písemnostmi Státní opery. V roce 1983 se Saská zemská knihovna stala Centrální knihovnou NDR pro umění a hudbu. V roce 2016 SLUB slavila 200. výročí od založení hudebního oddělení. V lednu byl zahájen projekt Fachinformationsdienst Musikwissenschaft (FID Musikwissenchaft), v jehož rámci poskytuje SLUB a Bavorská státní knihovna informační služby pro špičkový muzikologický výzkum.   

### Fotografie, průmyslový design a užitá grafika
V období NDR se Saská zemská knihovna soustředila na shromažďování dokumentů zaměřených na fotografii, průmyslový design a užitou grafiku. Sbírky mají povahu zvláštních fondů navázaných na oblast dějin umění do roku 1945 a na obecnou teorii umění. Fond této zvláštní sbírky obsahuje asi 200 000 svazků a 330 časopisů. Shromážděná literatura se zabývá dějinami umění v Evropě a Severní Americe a teorií umění aplikovanou na konkrétní artefakty malířství, grafiky, sochařství a řemesel, jakož i nové umělecké formy, jako je Land Art, digitální umění, videoart, akční umění apod. S podporou organizace DFG vybudovala SLUB v letech 2001–2004 virtuální knihovnu zaměřenou na současné umění ViFaArt. Od roku 2012 se původně samostatně prezentované části této odborné knihovny spojily do jediné: přístupné na webu arthistoricum.net. Specializované informační služby zahrnují umění, fotografii a design. 

### Deutsche Fotothek

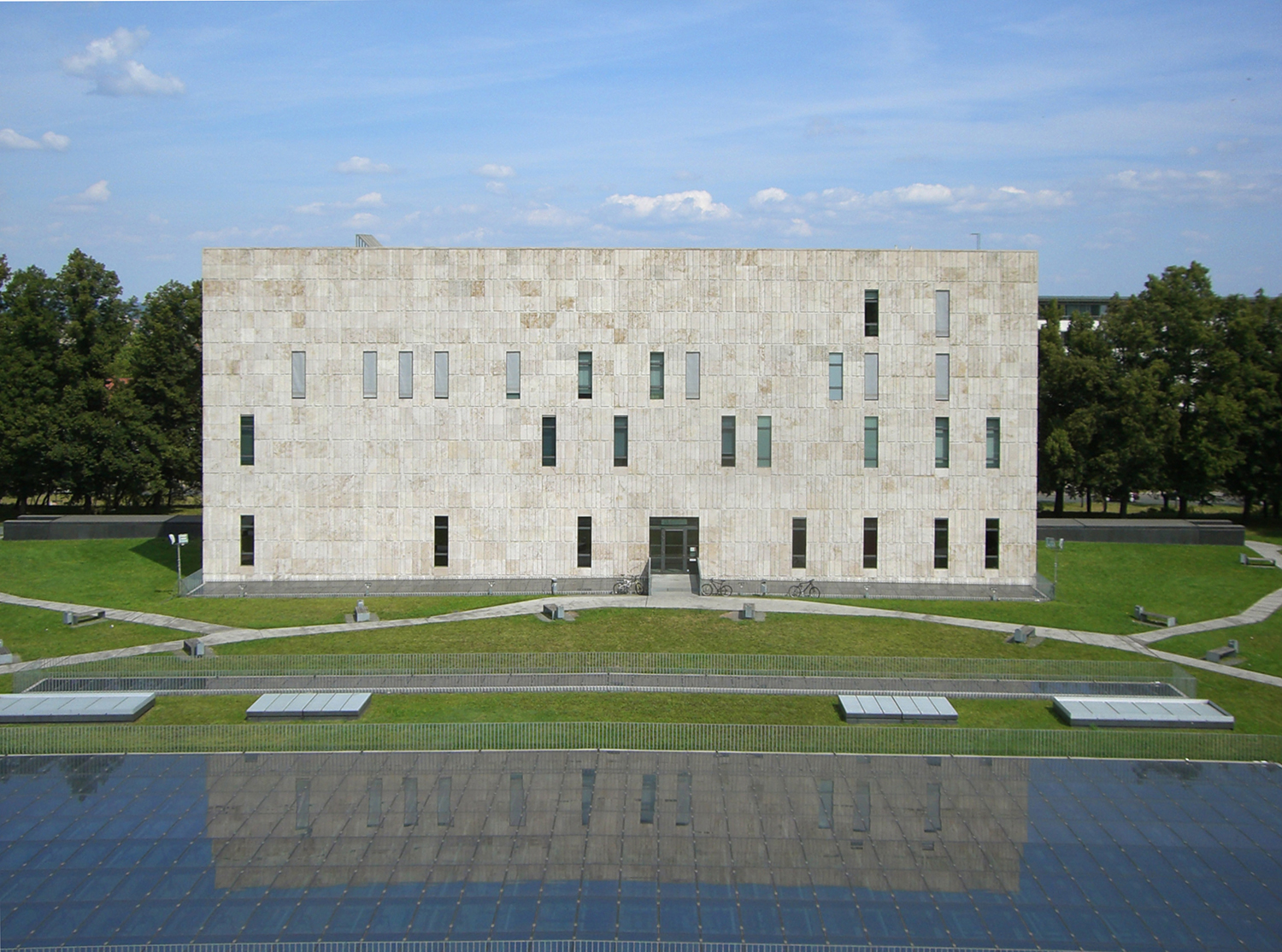
Celkový pohled na centrální budovu

Deutsche Fotothek je založena na drážďanské tradici ve fotografické technologii, výrobě fotoaparátů i ve fotografickém umění. Středisko fotografie zvané Landesbildstelle bylo sice založeno v Saské Kamenici, ale krátce nato bylo roku 1925 přemístěno do Drážďan. Od roku 1956 se tato sbírka nazývá Deutsche Fotothek, od roku 1983 pak byla samostatným oddělením Saské zemské knihovny. S několika miliony fotografických dokumentů má sbírka největší podíl ze všech inventárních jednotek. Nejstarší snímky pocházející od fotografa Hermanna Kroneho jsou z roku 1850.

### Digitální sbírky
SLUB Dresden provozuje od roku 2007 „Drážďanské centrum digitalizace“, které má kapacitu 3 miliony digitalizovaných stran ročně. Od jeho založení bylo digitalizováno více než 100 000 svazků, které lze zpřístupňovat v jednotlivých digitálních sbírkách. Pro „Německou digitální knihovnu“ je SLUB jedním z největších poskytovatelů dat. Digitalizaci umožňuje financování třetích stran, zejména pak příspěvky organizace Deutsche Forschungsgemeinschaft (DFG). SLUB se podílí např. na digitalizaci adresářů z německojazyčné oblasti ze 17. a 18. století, na elektronických edicích, jako je např. Sbírka Augusta Wilhelma Schlegela nebo ilustrované časopisy klasické moderny. Digitální sbírky SLUB v roce 2020 obsahovaly 109 779 titulů, 378 097 svazků a více než 1,8 milionu grafických médií, jako jsou fotografie, mapy a kresby. Pro digitalizaci je používán open-sourcový software Goobi, jenž je dále rozvíjen tak, aby bylo možné zpracovávat a zobrazovat různé typy médií.

### Historické katalogy a soupisy
- Registratur der bucher in des Churfursten zu Saxen liberey zur Annaburg 1574 Dostupné online
- GÖTZE, Johann Christian. Bücher, so von mir auf die K. Bibliothec gelieffert worden im Jan. 1740 Dostupné online
- EBERT, Friedrich Adolf. Notitia codicum praestantiorum bibliothecae regiae Dresdensis, Dresden 1850 Dostupné online